# Weyer (Mechernich)
Weyer ist ein Stadtteil von Mechernich im nordrhein-westfälischen Kreis Euskirchen.

## Geschichte

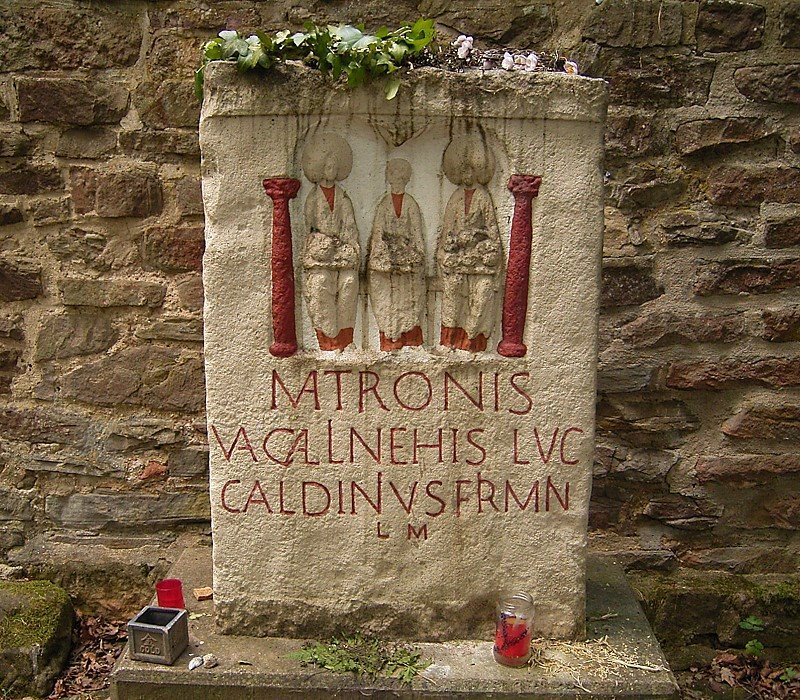
Replik des in Weyer gefundenen Gallo-römisch-germanischen Matronensteins

Spuren aus der vorhistorischen Zeit finden sich in und um die Kakushöhle und beispielsweise in der Flur „Hovenzeley“, in der sich eisenzeitliche Grabhügel erhalten haben. In Weyer gab es vermutlich eine schon von den Kelten genutzte Fluchtburg auf dem Plateau des Kartsteins.
Rund um Weyer befinden sich Quellfassungen der aus der römischen Zeit stammenden Eifelwasserleitung, so in Urfey und das Quellgebiet „Hausener Benden“ östlich des Ortes. Auch römische Siedlungsspuren wurden in der Gemarkung entdeckt.
Aus der Frankenzeit sind Gräberfelder erhalten, eines befindet sich im direkten Umfeld der Pfarrkirche. In einer Urkunde vom 20. Oktober 871, die unter König Ludwig dem Deutschen verfasst wurde, wird Weyer zum ersten Mal erwähnt. Hierauf gründete sich das Begehen der 1125-Jahr-Feier im Jahre 1996.
Außerdem wird der Ort wieder 893 als „wiere“ im Besitzverzeichnis der Abtei Prüm genannt.
Im Mittelalter und der Neuzeit bis zur Besetzung durch die französische Armee im Jahre 1794 waren auch in Weyer die Besitzverhältnisse von der Grundherrschaft bestimmt. Seit dem Beginn des Spätmittelalters hatte das Erzstift Köln die Gerichts- und Landesherrenrechte in Weyer.
Ab 1794 gehörte Weyer zum Kanton Gemünd im Arrondissement d’Aix-la-Chapelle (Aachen) des Rur-Departements. Nach der Übernahme der Rheinlande durch Preußen wurde Weyer Teil des Kreises Gemünd (nach 1829 Kreis Schleiden) im neugebildeten Regierungsbezirk Aachen der Rheinprovinz.
Am 1. Juli 1969 wurde Weyer nach Mechernich eingemeindet. Der Kreis Schleiden wurde dann zum 1. Januar 1972 fast vollständig mit dem alten zum neuen Kreis Euskirchen zusammengelegt.

### Wappen
| Wappen des Stadtteils Weyer, Stadt Mechernich | Blasonierung: „Quadriert; 1 in Silber (Weiß) ein durchgehendes schwarzes Kreuz, 2 in Rot drei silberne (weiße) Rauten, 3 in Blau sechs 3:2:1 gestellte silberne (weiße) Seeblätter, 4 in Silber (Weiß) eine eingebogene schwarze Spitze.“ |
| Wappen des Stadtteils Weyer, Stadt Mechernich | Wappenbegründung: Das von Anton Könen 1984 entworfene Wappen wurde 1985 vom Mechernicher Bürgermeister genehmigt. Das Kreuz entstammt dem Wappen des früheren Landesherrn Kurköln, die Rauten dem Wappen der Herren von Weyer, welche mehrere Belehnungen im Ort hatten, die Seeblätter dem Wappen des Johann Crümmel von Nechtersheim (Nettersheim), welcher eine Tochter der Herren von Weyer heiratete und damit Erbe des gesamten Besitzes wurde; die eingebogene Spitze ist das Wappen der Herren von Weichs. 1638 belehnte Erzbischof Ferdinand von Köln den Gaudenz von Weichs mit Weyer. Die letzte Belehnung an die Familie von Weichs erfolgte im Jahre 1785 an Ferdinand von Weichs. |

## Pfarrkirche
Weyer verfügt über die katholische Pfarrkirche St. Cyriacus, die auf einer Anhöhe am Rande des Ortes liegt. Sie wurde 1187 zum ersten Mal urkundlich erwähnt. Um 1500 wurde die Kirche zu einer dreischiffigen Hallenkirche umgebaut.

## Sehenswürdigkeiten und Verkehrsanbindung

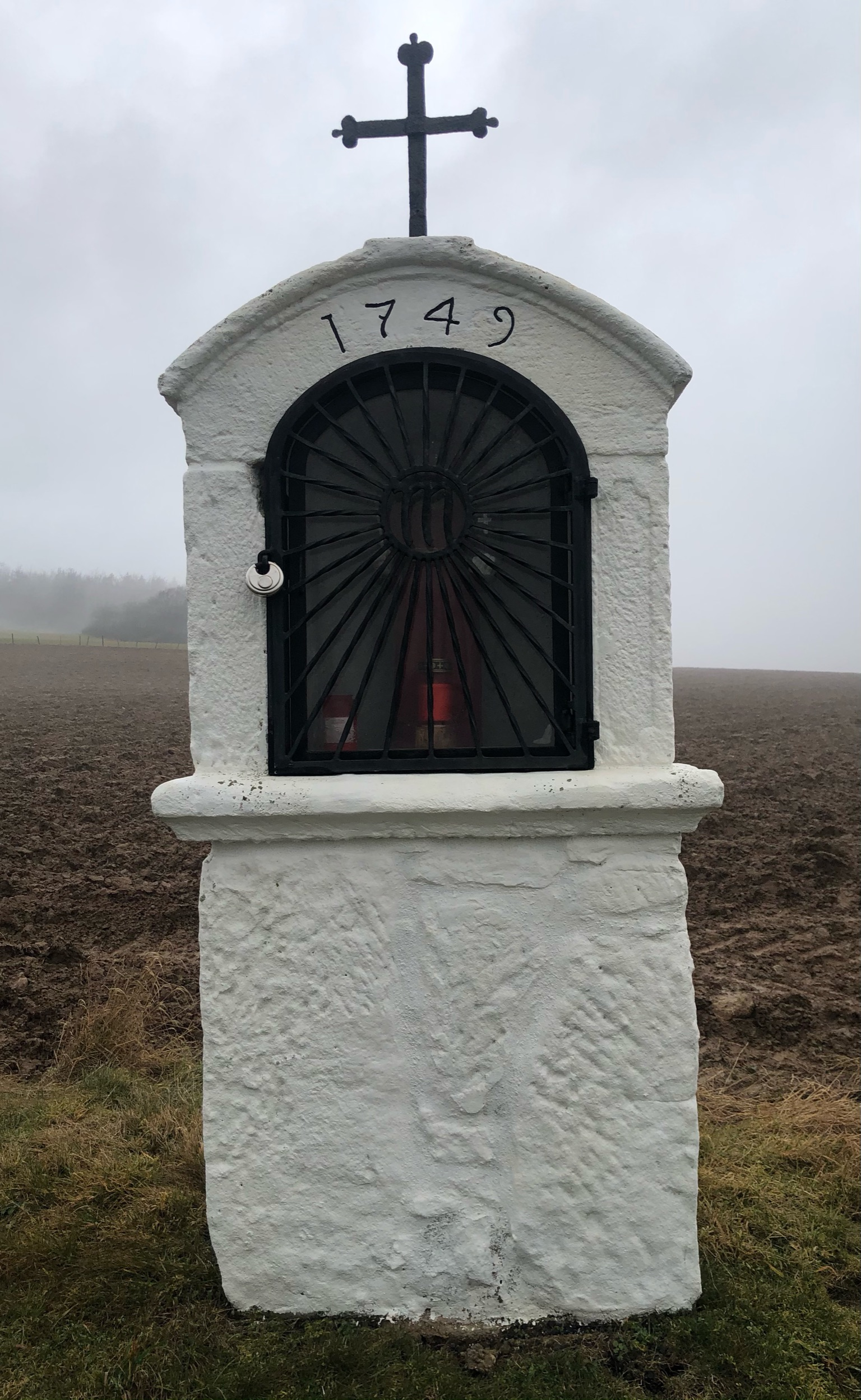
Heiligenhäuschen am Fuß des Brehberges

Östlich von Weyer liegt der Brehberg, der mit einer Höhe von 525 m die höchste Erhebung der Stadt Mechernich darstellt. Das Gipfelkreuz wurde anlässlich des 125-jährigen Bestehens des Ortes errichtet. Im Ort entspringt der Altebach. Sehenswert sind die Reste der Weyerer Burg und die Kakushöhle am Rand des benachbarten Ortes Dreimühlen.
Durch Weyer verläuft die Landesstraße 115. Über die Anschlussstelle Nettersheim ist Weyer an die A 1 angebunden.
Die VRS-Buslinie 830 der RVK verbindet den Ort mit Mechernich und Zingsheim. Die Fahrten verkehren überwiegend als TaxiBusPlus im Bedarfsverkehr. Zusätzlich verkehren einzelne Fahrten der auf den Schülerverkehr ausgerichteten Linie 827.
| Linie | Betreiber | Verlauf |
| ----- | --------- | --- |
| 827   | Schäfer   | Zingsheim – Weyer – Dreimühlen – Eiserfey – Vollem – Urfey – Kallmuth – Lorbach – Bergheim – (Holzheim → Harzheim →) Vussem – Breitenbenden – Mechernich Stiftsweg – Mechernich Bf |
| 830   | RVK       | MiKE (außer im Schülerverkehr): (Zingsheim –) Weyer – Dreimühlen – Eiserfey – (Urfey – Vollem –) Vussem – Breitenbenden – Mechernich Stiftsweg – Mechernich Bf                     |